# Rejestr Lotnisk Cywilnych
Rejestr Lotnisk Cywilnych – dokument państwowy składający się z:
1. księgi rejestru lotnisk, zawierającej podstawowe dane wszystkich zarejestrowanych lotnisk;
2. części kartograficznej (zawierającej plan zagospodarowania lotniska, plan powierzchni ograniczających wysokość zabudowy i obiektów naturalnych w otoczeniu lotniska, profil podłużny po osi drogi startowej oraz strefy podejść, mapę numeryczną);
3. teczki rejestracyjnej lotniska.